# Kraterkorstkogelzwam
De kraterkorstkogelzwam (Eutypa maura) is een schimmel die behoort tot de familie Diatrypaceae. Hij groeit parasitair op takken en stammen, meestal op het ontschorste hout van esdoorn (Acer), in verschillende bostypen.

## Kenmerken
Aanvankelijk leeft het endofyt in boomweefsels. Dit zijn de zogenaamde pseudostromata, bestaande uit zowel de weefsels van de schimmel als de weefsels van de gastheer. 
Het heeft worstvormige, eencellige, geelachtige ascosporen met een afmeting 4,8–7,8 × 1,2–1,5 (1,8) µm.

## Verspreiding
De katerkorstkogelzwam komt voor in Noord-Amerika en Europa. In Nederland komt hij vrij algemeen voor.

## Foto's

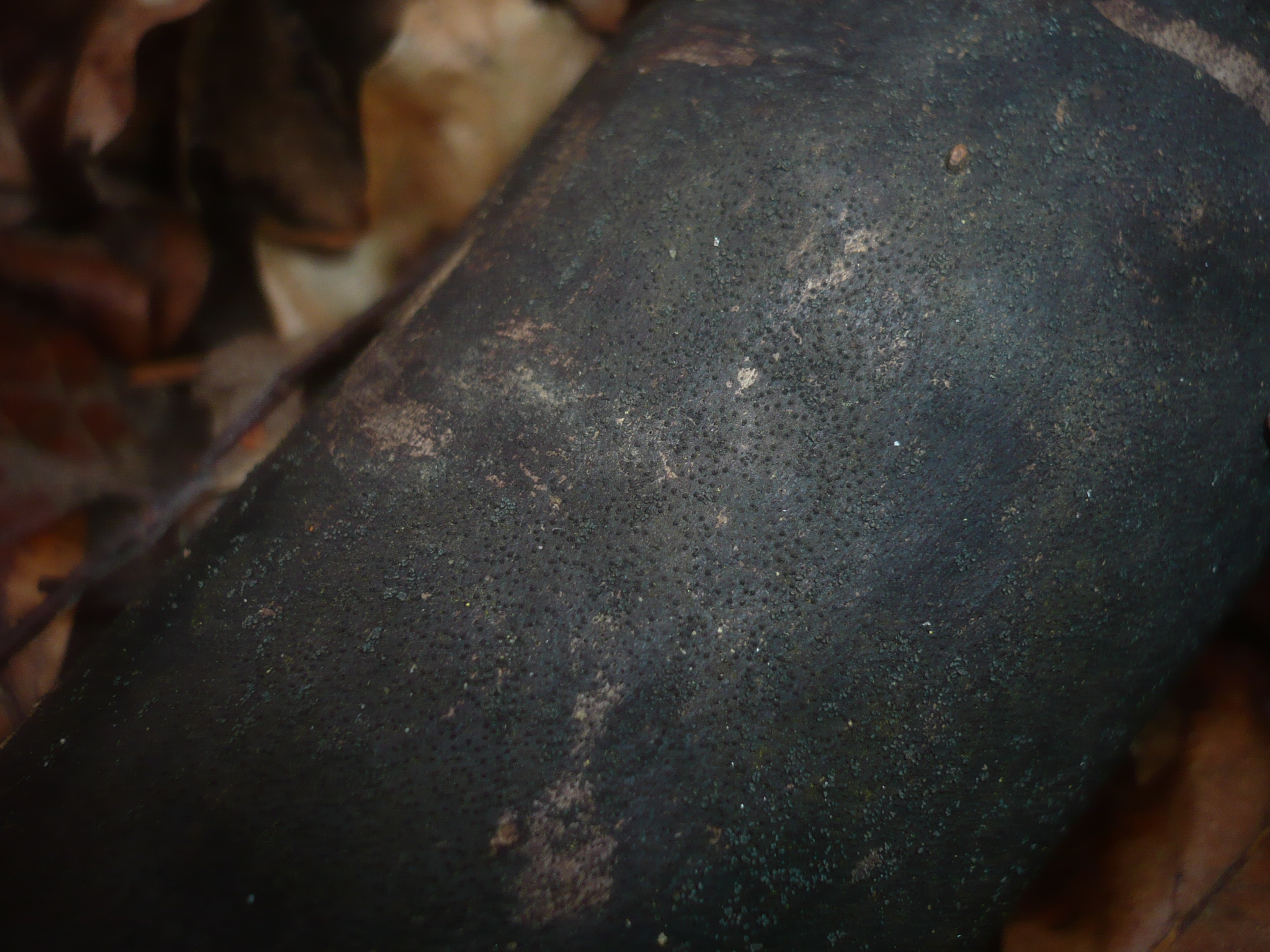
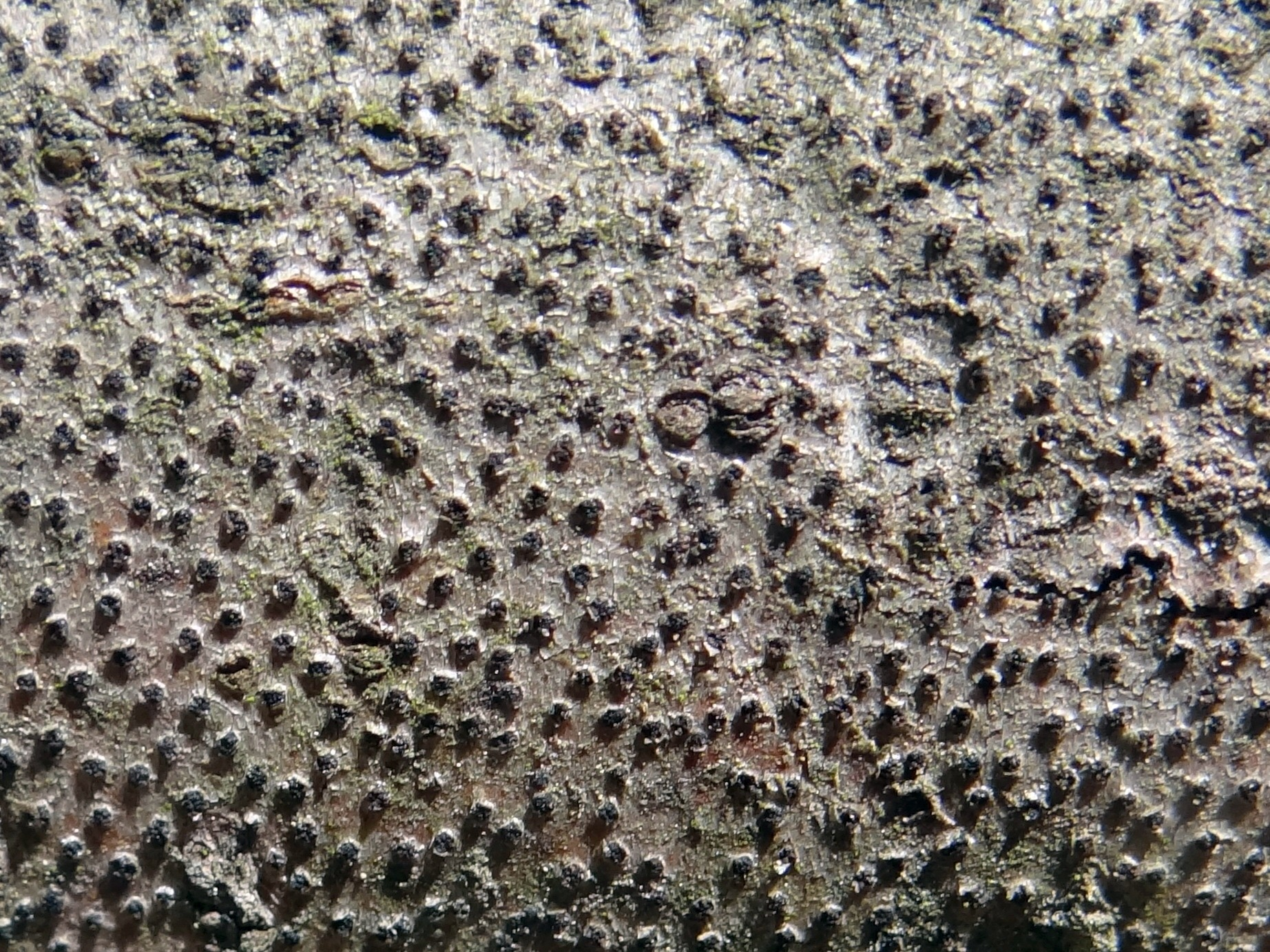